# Галкино (Красноярский край)
Галкино — упразднённая деревня в Боготольском районе Красноярского края. На момент упразднения входила в состав Александровского сельсовета. Исключена из учётных данных в 2001 году.

## География
Располагался на берегах реки Галкина (приток Чулыма), на расстоянии приблизительно 17 километров (по прямой) к юго-западу от города Боготола, административного центра района. Абсолютная высота — 317 метров над уровнем моря.

## История
Возник при Галкинском золотом прииске, действовавшем в период со второй половины 1930-х годов до 1950 года.